# Yugan (sockenhuvudort i Kina, Jiangxi Sheng, lat 28,70, long 116,68)
Yugan är en sockenhuvudort i Kina. Den ligger i provinsen Jiangxi, i den sydöstra delen av landet, omkring 78 kilometer öster om provinshuvudstaden Nanchang. Antalet invånare är 887 616. Befolkningen består av 423 920 kvinnor och 463 696 män. Barn under 15 år utgör 23,0 %, vuxna 15-64 år 69 %, och äldre över 65 år 6,0 %.
Runt Yugan är det tätbefolkat, med 442 invånare per kvadratkilometer. Yugan är det största samhället i trakten. Trakten runt Yugan består till största delen av jordbruksmark.
Genomsnittlig årsnederbörd är 2 308 millimeter. Den regnigaste månaden är juni, med i genomsnitt 395 mm nederbörd, och den torraste är oktober, med 33 mm nederbörd.